# RXFP1
RXFP1, relaksinu/insulinu-slična familija, peptidni receptor 1, je humani G-protein spregnuti receptor.

## Dodatna literatura
- Bathgate RA; Ivell R; Sanborn BM;  . (2005). „Receptors for relaxin family peptides.”. Ann. N. Y. Acad. Sci. 1041: 61—76. PMID 15956688. doi:10.1196/annals.1282.010.
- Bathgate RA; Ivell R; Sanborn BM;  . (2006). „International Union of Pharmacology LVII: recommendations for the nomenclature of receptors for relaxin family peptides.”. Pharmacol. Rev. 58 (1): 7—31. PMID 16507880. doi:10.1124/pr.58.1.9.
- Hsu SY; Kudo M; Chen T;  . (2001). „The three subfamilies of leucine-rich repeat-containing G protein-coupled receptors (LGR): identification of LGR6 and LGR7 and the signaling mechanism for LGR7.”. Mol. Endocrinol. 14 (8): 1257—71. PMID 10935549. doi:10.1210/me.14.8.1257.
- Bartsch O, Bartlick B, Ivell R (2001). „Relaxin signalling links tyrosine phosphorylation to phosphodiesterase and adenylyl cyclase activity.”. Mol. Hum. Reprod. 7 (9): 799—809. PMID 11517286. doi:10.1093/molehr/7.9.799.
- Hsu SY; Nakabayashi K; Nishi S;  . (2002). „Activation of orphan receptors by the hormone relaxin.”. Science. 295 (5555): 671—4. PMID 11809971. doi:10.1126/science.1065654.
- Strausberg RL; Feingold EA; Grouse LH;  . (2003). „Generation and initial analysis of more than 15,000 full-length human and mouse cDNA sequences.”. Proc. Natl. Acad. Sci. U.S.A. 99 (26): 16899—903. PMC 139241 . PMID 12477932. doi:10.1073/pnas.242603899.
- Sudo S; Kumagai J; Nishi S;  . (2003). „H3 relaxin is a specific ligand for LGR7 and activates the receptor by interacting with both the ectodomain and the exoloop 2.”. J. Biol. Chem. 278 (10): 7855—62. PMID 12506116. doi:10.1074/jbc.M212457200.
- Ivell R; Balvers M; Pohnke Y;  . (2004). „Immunoexpression of the relaxin receptor LGR7 in breast and uterine tissues of humans and primates.”. Reprod. Biol. Endocrinol. 1: 114. PMC 293425 . PMID 14633277. doi:10.1186/1477-7827-1-114.
- Ota T; Suzuki Y; Nishikawa T;  . (2004). „Complete sequencing and characterization of 21,243 full-length human cDNAs.”. Nat. Genet. 36 (1): 40—5. PMID 14702039. doi:10.1038/ng1285.
- Luna JJ; Riesewijk A; Horcajadas JA;  . (2004). „Gene expression pattern and immunoreactive protein localization of LGR7 receptor in human endometrium throughout the menstrual cycle.”. Mol. Hum. Reprod. 10 (2): 85—90. PMID 14742692. doi:10.1093/molehr/gah019.
- Bond CP; Parry LJ; Samuel CS;  . (2004). „Increased expression of the relaxin receptor (LGR7) in human endometrium during the secretory phase of the menstrual cycle.”. J. Clin. Endocrinol. Metab. 89 (7): 3477—85. PMID 15240635. doi:10.1210/jc.2003-030798.
- Liu C; Chen J; Kuei C;  . (2005). „Relaxin-3/insulin-like peptide 5 chimeric peptide, a selective ligand for G protein-coupled receptor (GPCR)135 and GPCR142 over leucine-rich repeat-containing G protein-coupled receptor 7.”. Mol. Pharmacol. 67 (1): 231—40. PMID 15465925. doi:10.1124/mol.104.006700.
- Scott DJ; Layfield S; Riesewijk A;  . (2005). „Identification and characterization of the mouse and rat relaxin receptors as the novel orthologues of human leucine-rich repeat-containing G-protein-coupled receptor 7.”. Clin. Exp. Pharmacol. Physiol. 31 (11): 828—32. PMID 15566402. doi:10.1111/j.1440-1681.2004.04075.x.
- Büllesbach EE, Schwabe C (2005). „The trap-like relaxin-binding site of the leucine-rich G-protein-coupled receptor 7.”. J. Biol. Chem. 280 (14): 14051—6. PMID 15695505. doi:10.1074/jbc.M500030200.
- Tang M, Mazella J, Zhu HH, Tseng L (2005). „Ligand activated relaxin receptor increases the transcription of IGFBP-1 and prolactin in human decidual and endometrial stromal cells.”. Mol. Hum. Reprod. 11 (4): 237—43. PMID 15722441. doi:10.1093/molehr/gah149.
- Hopkins EJ, Bathgate RA, Gooley PR (2005). „The human LGR7 low-density lipoprotein class A module requires calcium for structure.”. Ann. N. Y. Acad. Sci. 1041: 27—34. PMID 15956684. doi:10.1196/annals.1282.006.
- Bond CP; Parry LJ; Samuel CS;  . (2005). „Increased expression of the relaxin receptor (LGR7) in human endometrium during the secretory phase of the menstrual cycle.”. Ann. N. Y. Acad. Sci. 1041: 136—43. PMID 15956698. doi:10.1196/annals.1282.020.
- Halls ML, Bathgate RA, Summers RJ (2005). „Signal switching after stimulation of LGR7 receptors by human relaxin 2.”. Ann. N. Y. Acad. Sci. 1041: 288—91. PMID 15956719. doi:10.1196/annals.1282.042.
- Muda M; He C; Martini PG;  . (2005). „Splice variants of the relaxin and INSL3 receptors reveal unanticipated molecular complexity.”. Mol. Hum. Reprod. 11 (8): 591—600. PMID 16051677. doi:10.1093/molehr/gah205.

## Spoljašnje veze
- „Relaxin Family Peptide Receptors: RXFP1”. IUPHAR Database of Receptors and Ion Channels. International Union of Basic and Clinical Pharmacology. Архивирано из оригинала 03. 03. 2016. г.